# The Unbroken Promise
The Unbroken Promise è un film muto del 1919 diretto da Frank Powell. È il primo adattamento cinematografico di Sundown Slim, romanzo di Henry Herbert Knibbs pubblicato a Boston nel 1915. Il romanzo fu portato sullo schermo altre due volte, nel 1920 con Sundown Slim e nel 1925, con  The Burning Trail.

## Trama
In Texas, da alcuni anni si trascina una faida tra il vecchio Loring, allevatore di pecore, e John Corliss, allevatore di bovini. Nell, la figlia di Loring, riesce a mettere pace tra i due e John, che è segretamente innamorato di lei, non pone ostacoli tra il matrimonio della ragazza con suo fratello Billy. Un giorno, però, confessa di amarla e lei, temendo che la faida possa riprendere per qualche suo atto violento, gli fa promettere di non uccidere nessuno, anche se provocato.  Billy, che in realtà è un poco di buono, resta ferito in una rissa. Chiede del denaro al fratello, ma John rifiuta di dargli alcunché se non metterà la testa a posto. Per vendicarsi, Billy, in combutta con Fadeaway, un cowboy rancoroso verso John che lo ha licenziato, organizza un furto nella casa di John. Quest'ultimo sorprende il ladro ma, memore, della promessa fatta a Nell, non lo uccide, limitandosi a colpirlo per metterlo fuori gioco. Fadeaway sarà però ucciso da una donna vendicativa e John, convinto che si tratti da Nell, farà di tutto per autoaccusarsi. Anche Billy che, preso dal rimorso si è ormai incamminato sulla retta via, cerca di addossarsi il delitto. Sarà solo la confessione scritta della vera assassina a rivelare la verità: John, ormai libero, può finalmente sposare la donna che ama.

## Produzione
Il film, che fu prodotto dalla Sunset Pictures Corporation con il titolo di lavorazione The Promise, fu girato in Texas.

## Distribuzione
Distribuito dalla Triangle Distributing, il film uscì nelle sale cinematografiche USA il 27 luglio 1919.